# Ilka Petersen

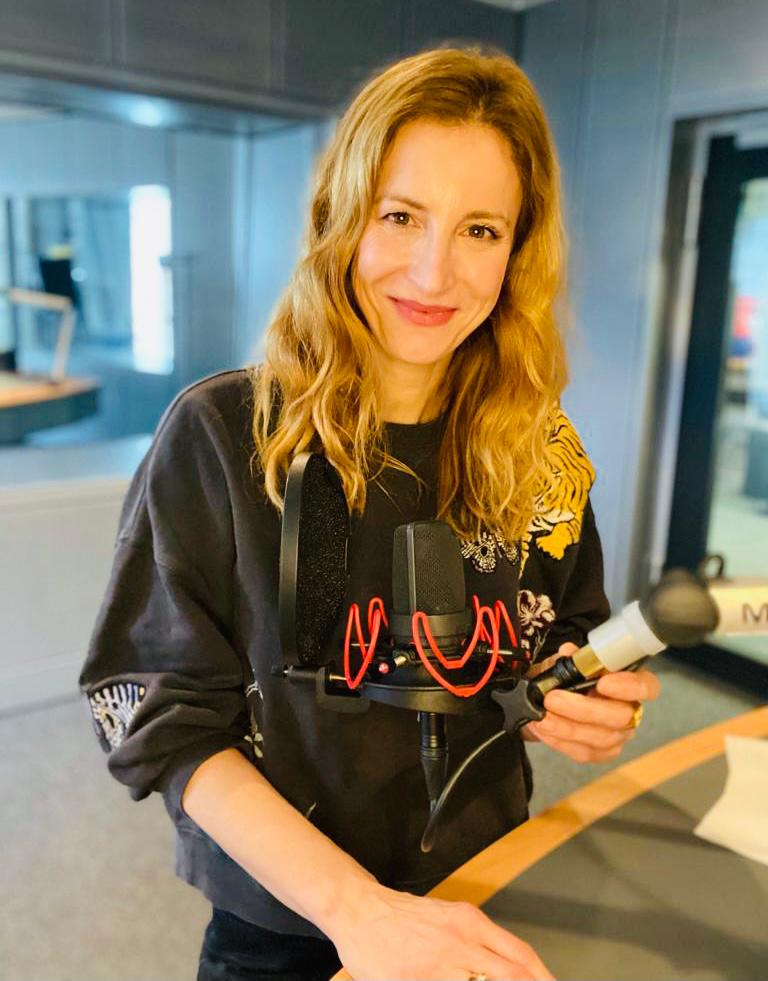
Ilka Petersen im Studio des NDR (2022)

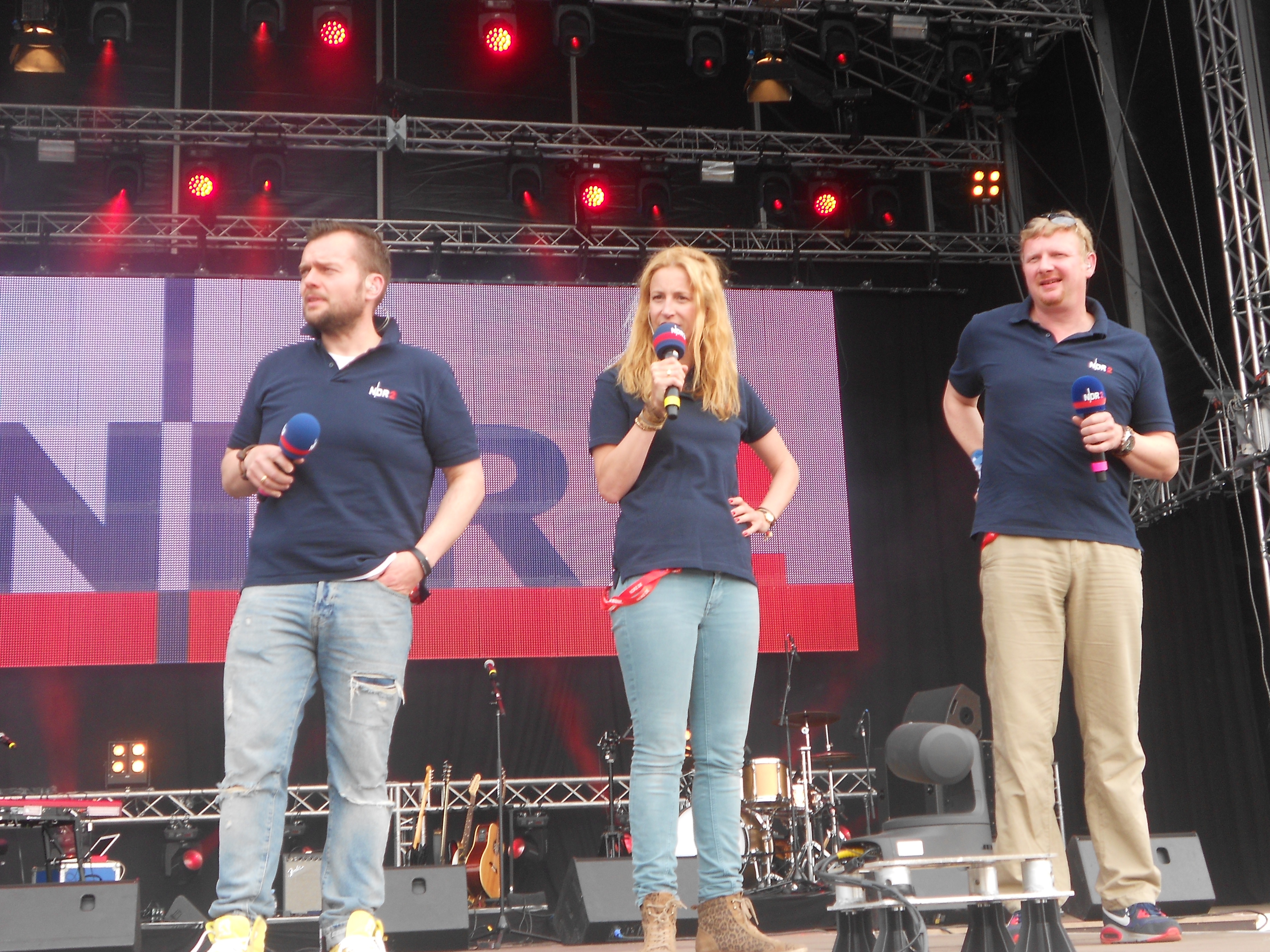
Ilka Petersen (Mitte) mit Jens Mahrhold und Holger Ponik (2015)

Ilka Petersen (* 22. Mai 1977 in Bassum, Niedersachsen) ist eine deutsche Radio- und Fernsehmoderatorin. 2012 gewann sie den Deutschen Radiopreis.

## Leben und Beruf
Petersen war nach dem Abitur zunächst Purserette bei der Deutschen Lufthansa, bevor sie ein Volontariat bei Radio Wir von hier (heute Energy Bremen) abschloss. Ihr darauffolgendes Studium der Journalistik mit Schwerpunkt Wirtschaft absolvierte sie in Bremen und Indien mit dem Abschluss Diplom-Journalistin. In ihrer Diplomarbeit befasste sie sich mit dem Thema der Vor- und Nachsorge von Reportern in Kriegs- und Krisengebieten.
Beim privatrechtlichen Hörfunksender Energy Bremen vertrat sie neben dem Studium die Morgenshow und moderierte regelmäßig den Samstagmorgen. Nach dem Studium moderierte sie zunächst bei Antenne Niedersachsen und dann bei NDR 2. Von 2007 bis 2019 moderierte sie dort gemeinsam mit Holger Ponik die Sendung Ponik & Petersen – Der NDR 2 Morgen.
Beim NDR Fernsehen wirkte Petersen bei Sendungen wie Echt was los in …, Hand in Hand für Norddeutschland oder Quizshows wie das Quiz der Supertiere mit. Sie ist zudem regelmäßig Co-Moderatorin der NDR-Sendung Bingo!. 2020 und 2021 gehörte sie zum Moderationsteam des Fernsehmagazins Mein Nachmittag.
Seit 2022 moderiert sie im NDR-Fernsehen vertretungsweise das Talk-Format DAS! und die Nachrichten von NDR Info, dazu moderiert sie Radiosendungen bei NDR 90,3 und den NDR-Podcast „Alles auf Anfang“.
Ilka Petersen ist verheiratet und hat einen Sohn und eine Tochter.

## Auszeichnungen
Im Jahr 2012 erhielt Ilka Petersen den Deutschen Radiopreis.